# لاکندورف
لاکندورف (به آلمانی: Lackendorf) یک منطقهٔ مسکونی در اتریش است که در ناحیه اوبرپولندورف واقع شده‌است. لاکندورف ۵۸۲ نفر جمعیت دارد.